# ناتالی جی. راب
 ناتالی جی. راب (انگلیسی: Natalie J. Robb؛ زادهٔ ۳ دسامبر ۱۹۷۴) یک هنرپیشه اهل اسکاتلند است.
از فیلم‌ها یا برنامه‌های تلویزیونی که وی در آن نقش داشته است می‌توان به چوپان: گشت مرزی اشاره کرد.